# Paul Bovend'Eert
Paulus Petrus Theodorus Bovend'Eert (Venlo, 26 juni 1957) is een Nederlands emeritus hoogleraar staatsrecht.

## Biografie
Bovend'Eert studeerde in 1982 af in Nederlands recht op de scriptie Kabinetscrisis en kabinetsformatie sinds 1945 aan de Katholieke Universiteit Nijmegen. Daarna werd hij onderzoeker bij het Centrum voor Parlementaire Geschiedenis. In 1988 promoveerde hij op Regeerakkoorden en regeringsprograms; zijn promotor was Constantijn Kortmann. In datzelfde jaar was hij aangesteld als universitair docent Staatsrecht te Nijmegen waar hij later universitair hoofddocent werd. Per 1 oktober 1999 werd hij benoemd tot hoogleraar met als leeropdracht Staatsrecht, in het bijzonder rechterlijke organisatie en rechtspleging; zijn inaugurele rede droeg als titel Benoeming en ontslag van rechters. Sinds 2000 is hij  hoogleraar Staatsrecht aan de Radboud Universiteit, aan welke universiteit hij ook de bestuursfuncties van vicedecaan en decaan vervulde.
Bovend'Eert deed vooral onderzoek naar en publiceerde over kabinetsformaties. Hij deed ook onderzoek naar de constitutionele positie van de Koning en de positie van de minister‐president. Voorts is hij deskundig op het gebied van de rechterlijke organisatie. Daarnaast redigeerde en annoteerde hij verschillende staatsrechtelijke handboeken. Voorts had en heeft hij verscheidene nevenfuncties. In 2017 was hij lid van het Historisch onderzoeksteam grondwettelijke uitkering. In 2020 werd Bovend'Eert benoemd tot Officier in de Orde van Oranje-Nassau.